# Ala Myroniuk
Ala Myroniuk –en ucraniano, Алла Миронюк– es una deportista ucraniana que compitió en esgrima, especialista en la modalidad de espada. Ganó dos medallas de bronce en el Campeonato Mundial de Esgrima, en los años 1993 y 1998, y una medalla de plata en el Campeonato Europeo de Esgrima de 1998.

## Palmarés internacional
| Campeonato Mundial | Campeonato Mundial        | Campeonato Mundial | Campeonato Mundial |
| Año                | Lugar                     | Medalla            | Prueba             |
| ------------------ | ------------------------- | ------------------ | ------------------ |
| 1993               | Essen (Alemania)          | Medalla de bronce  | Espada por equipos |
| 1998               | La Chaux-de-Fonds (Suiza) | Medalla de bronce  | Espada por equipos |
| Campeonato Europeo |                           |                    |                    |
| Año                | Lugar                     | Medalla            | Prueba             |
| 1998               | Coblenza (Bulgaria)       | Medalla de plata   | Espada por equipos |